# ماثيو هاريوت
ماثيو هاريوت (بالإنجليزية: Matthew Harriott)‏ هو لاعب كرة قدم بريطاني في مركز الوسط، ولد في 23 سبتمبر 1992 في لوتن في المملكة المتحدة. لعب مع شيفيلد يونايتد ونادي بيرتن ألبيون ونورثامبتون تاون وويلدستون.

## وصلات خارجية
- ماثيو هاريوت على موقع قاعدة بيانات كرة القدم.إي يو (الإنجليزية)
- ماثيو هاريوت على موقع Soccerbase.com (لاعب) (الإنجليزية)